# Brüder Klapmeier

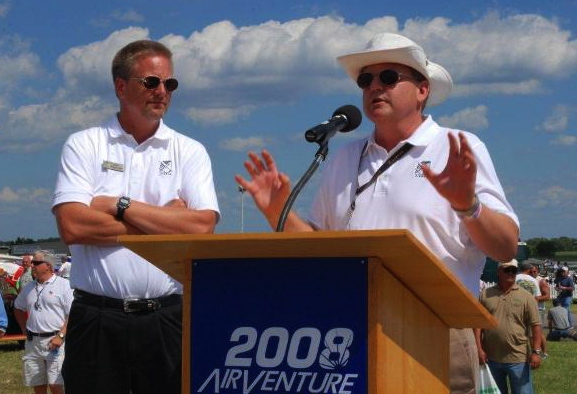
Alan (rechts) und Dale Klapmeier auf dem EAA AirVenture Oshkosh 2008

Alan (* 6. Oktober 1958 in St. Paul, Minnesota) und Dale Edward (* 2. Juli 1961 in Rockford, Illinois) Klapmeier sind US-amerikanische Flugzeugkonstrukteure und Luftfahrtunternehmer. Zusammen gründeten sie 1984 die Cirrus Design Corporation. Unter der Führung der Klapmeiers stellte Cirrus als erster Flugzeughersteller ein Fallschirmrettungssystem für Kleinflugzeuge vor, das serienmäßig in allen Cirrus-Modellen verbaut wird. Es dient dazu, das Flugzeug und seine Insassen in einem Notfall sicher auf den Boden zu bringen. Bis heute werden dem System die Rettung von über 150 Menschenleben zugeschrieben. Des Weiteren bestehen alle Konstruktionen der Brüder aus Verbundwerkstoffen und verfügen über Glascockpits. Dadurch revolutionierten sie die Allgemeine Luftfahrt für Piloten moderner Kleinflugzeuge.
Forbes zeichnete die Cirrus SR-Serie als bestes Privatflugzeug aus. Auf ihrer Liste „Helden der Luftfahrt“ kamen die Brüder im Magazin Flying auf Platz 17 von 51. Am 4. Oktober 2014 wurden Alan und Dale Klapmeier in Dayton, Ohio in die National Aviation Hall of Fame aufgenommen.

“The Klapmeier brothers built the first genuinely new plane in the sky in many years”

„Die Brüder Klapmeier haben das erste wirklich neu entwickelte Flugzeug seit vielen Jahren gebaut.“

“The Klapmeier brothers are giving lift to the small-plane industry with an easy-to-fly design”

„Die Brüder Klapmeier geben der Kleinflugzeugindustrie mit einer leicht zu fliegenden Konstruktion wieder Auftrieb.“

Die Brüder gründeten Cirrus im Keller der Molkerei ihrer Eltern in Baraboo, Wisconsin. Ihre erste Konstruktion, der Bausatz VK-30, hatte seinen Jungfernflug 1988. Wenige Jahre später endete die Produktion der Bausätze zunächst wieder. Während der Mitte der 2000er Jahre bis zu seinem Weggang von Cirrus im Jahr 2009 hatte Dale zunächst großen Einfluss auf die Entwicklung und Konstruktion des Vision Jet. Danach führte Dale die Entwicklung fort, die schließlich im Jahr 2016 zu einer Zulassung und Produktion des Jets in den Folgejahren führte. Das Flugzeug gewann im Jahr 2018 die Collier Trophy als erster Jet seines Typs auf dem Markt.
Nachdem Alan Cirrus verlassen hatte, wurde er 2010 CEO bei Kestrel Aircraft, die sich 2015 mit Eclipse Aerospace zu One Aviation verschmolz. Dale blieb als Seniorberater und CEO von 2011 bis 2019 bei Cirrus.

## Leben

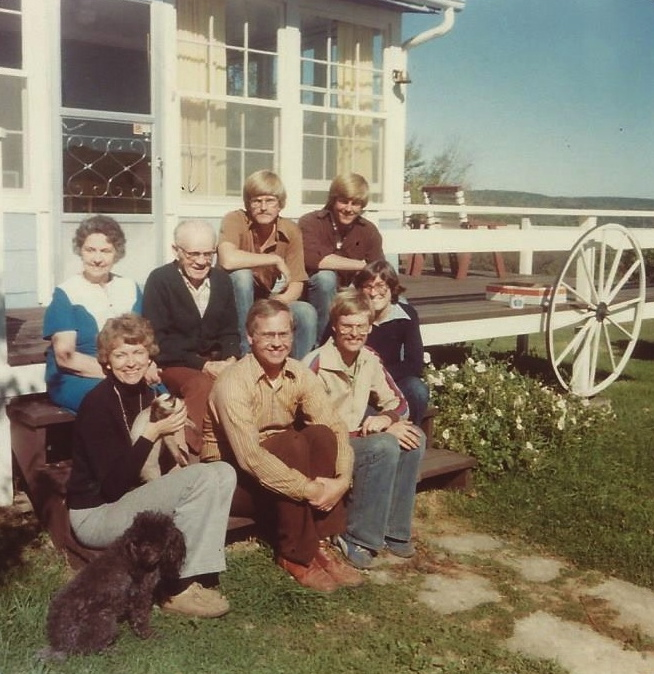
Familie Klapmeier in den 1970ern auf ihrer Farm in Wisconsin. Alan und Dale sitzen rechts oben (Alan links, Dale rechts)

### Familie, Kindheit und Jugend
Alan und Dale sind zwei der drei Kinder von Larry und Carol Klapmeier. Sie stammen aus einer Unternehmerfamilie. Der älteste Bruder Ernie eröffnete 1992 ein Geschäft für Militaria in Aurora, Illinois und führt es bis heute. Ihr Onkel Jim Klapmeier und ihr Großvater Elmer waren beide Unternehmer in der Bootsindustrie. In den 1950er Jahren begannen sie mit einem kleinen Zweimannunternehmen Hausboote am Rainy Lake in Minnesota zu bauen. Elmer flog des Weiteren Lieferungen an Milchfarmer mit einem einmotorigen Flugzeug in Wisconsin. Jim zog mit dem Bootsunternehmen später nach Mora in Minnesota und betrieb es für mehrere Jahrzehnte, in denen er in den Markt für Luxusjachten einstieg.
Auch die Eltern Larry und Carol waren erfolgreiche Unternehmer. Sie führten ein Pflegeheim in der Nähe von Chicago, in dem die drei Brüder bereits als Kinder während der 1960er und 1970er Jahren hausmeisterliche Tätigkeiten ausübten.
Alan und Dale Klapmeier wuchsen in DeKalb, Illinois auf und besuchten die dortige Highschool. Ihre Eltern kauften in den frühen 1970er Jahren einen Zweitwohnsitz auf einer kleinen Farm in der Nähe von Baraboo in Wisconsin. Die Fliegerei gehörte schon in jungen Jahren zum Leben der beiden. 2006 sagte Alan dem Magazin Airport Journals, die einzige Möglichkeit für seine Mutter, ihn als Baby zu beruhigen war es manchmal, mit ihm im Auto zum Flugplatz zu fahren und am Ende der Landebahn zu parken, so dass er die Flugzeuge sehen konnte. Als Kinder bauten sie ständig Modellflugzeuge und Dale bedrängte ihren Vater, sie echte Flugzeuge bauen zu lassen. Im Alter von 15 lernte Dale in einer Cessna 140 das Fliegen, noch bevor er ein Auto fahren konnte. Noch während seiner Zeit in der Highschool – im Alter von 17 – ging er zur Civil Air Patrol, um günstige Flugstunden zu bekommen. Oft besuchte er lokale Flugplätze, um sich mit Piloten zu unterhalten. Seinen Freunden erzählte er oft, dass er Flugzeuge bauen wolle, um zusammen mit seinem jüngeren Bruder Cessna Konkurrenz zu machen.

### Ausbildung
Alan beendete 1980 das Ripon College in Wisconsin mit Abschlüssen in Physik und Wirtschaft. Während seines Abschlussjahres entwickelte er Konstruktionszeichnungen eines Flugzeugtyps, der später die Cirrus VK-30 wurde. Dale beendete 1983 die University of Wisconsin in Stevens Point mit Abschlüssen in Verwaltung und Wirtschaft. Er sagte einmal, dass er plante, Banker zu werden, sollte ihre Karriere in der Luftfahrt nicht erfolgreich sein.

## Karriere

### Anfänge
1979 entdeckte Dale das Wrack einer Champion 7-GC die kopfüber auf einem Flugplatz im nördlichen Wisconsin lag. Die Brüder kauften das Flugzeug günstig und restaurierten es in einer Scheune auf der Farm ihrer Eltern. Mit diesem Selbststudienprojekt sammelten sie die ersten Erfahrungen im Flugzeugbau. Als Nächstes bauten sie eine Glasair 1, die sie bei deren Vorstellung bei der EAA Convention in Oshkosh kennenlernten. David Gustafson von Aircraft Spruce sagte, dass die einzige Möglichkeit für die Brüder, das Geld für den Kauf der Glasair von ihren Eltern geliehen zu bekommen die war, einen Businessplan aufzustellen, aus dem ersichtlich war, warum der Bau eines Flugzeugbausatzes ihre beruflichen Laufbahnen befördern würde.

### Cirrus Aircraft

#### 1980er Jahre

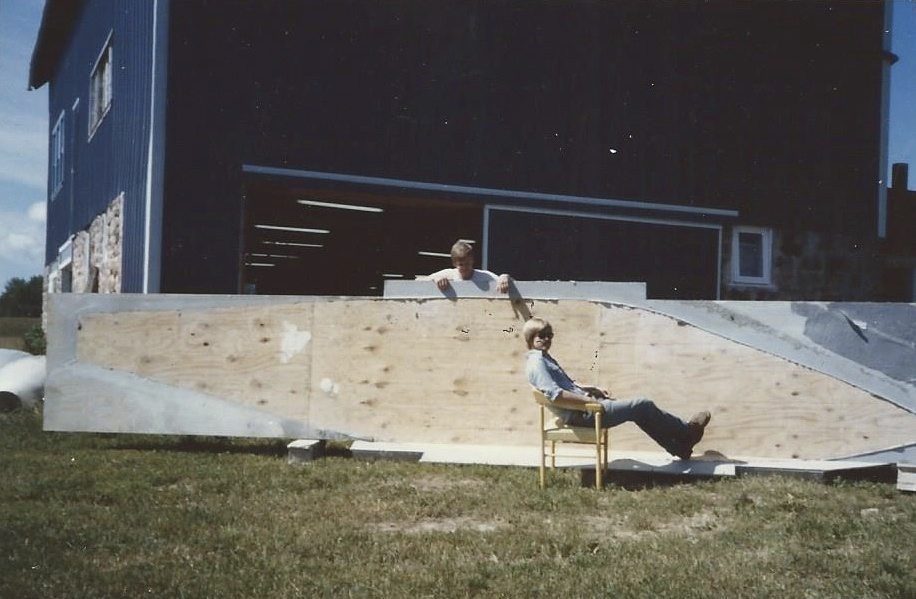
Die Klapmeier-Brüder 1984 vor der Scheune ihrer Eltern (Alan sitzend)

Nachdem Alan und Dale beide das College abgeschlossen hatten, gründeten sie 1984 das Unternehmen Cirrus Design. Diesen Namen wählten sie in Erinnerung an einen Sommerausflug, während dem die Brüder einige Jahre zuvor Cirruswolken am Horizont sahen und sich wünschten, sie würden fliegen. Nachdem sie die Firma gegründet hatten, traten sie an Jeff Viken, Alans ehemaligen Zimmergenossen auf dem College heran, um ihn um Hilfe bei der Konstruktion der VK-30 zu bitten (VK steht für Viken-Klapmeier). Viken war Luftfahrtingenieur und mit Sally Viken verheiratet, die ebenfalls Luftfahrtingenieur war. So wuchs Cirrus auf vier unbezahlte Mitarbeiter. Gelegentlich half auch Scott Ellenberger, ein Freund der Klapmeiers aus der Highschoolzeit. Bei der Cirrus VK-30 handelt es sich um ein Flugzeug aus Verbundwerkstoffen mit vier bis fünf Sitzen, einem Druckpropeller sowie gewöhnlichen Tragflächen und Heck. Alle vier Mitarbeiter übernahmen sowohl das Design als auch die Herstellung verschiedener Bereiche. So konstruierte Jeff beispielsweise die Tragflächen und Sally die Klappen. Alle vier konstruierten ein Teil, bauten es und begannen mit der Konstruktion des nächsten Teils. Moulton Taylor, Entwickler von Experimentalflugzeugen, beriet die Klapmeiers bei der Konstruktion der VK-30.

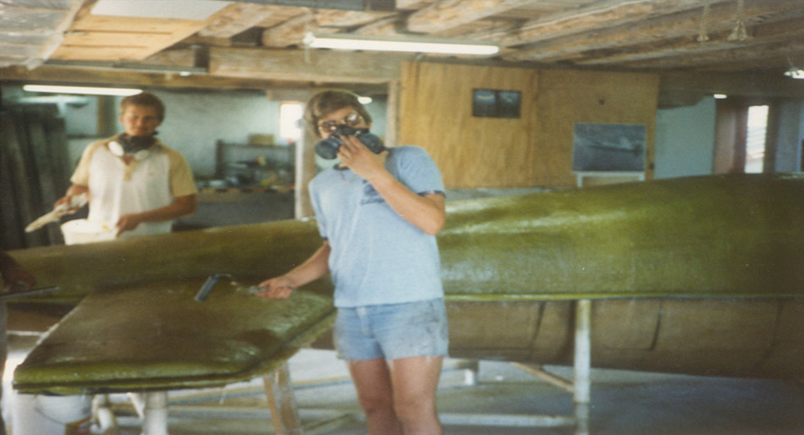
Dale (links) und Alan sprühen im Keller der Scheune Polyesterharz auf die Form der VK-30 (circa 1985)

Die Klapmeier Brüder flogen oft mit ihrer Champion von der Farm zu ihrem Onkel nach Mora, um Werkzeuge und Material –- wie beispielsweise Polyesterharz –- für den Bau ihres Flugzeugs und die Formen für den Flugzeugrumpf zu leihen. Um Kosten zu sparen, kauften sie von verschiedenen Schrottplätzen in der Umgebung von Wisconsin, was sie gebrauchen konnten: Eine Flugsteuerung einer verunglückten Piper, das vordere Fahrgestell einer Cherokee, aus dem sie ein einziehbares Frontfahrwerk bauten, und ein O-540-Triebwerk mit 290 PS, das sie aus einer verschrotteten De Havilland Heron holten. Langsam nahm die erste VK-30 Form an.
1985 war Alan kurz nach dem Start in der Nähe des Flugplatzes Sauk–Prairie in eine tödliche Kollision verwickelt. Dabei verlor sein Flugzeug ein Teil eines Flügels und das halbe Querruder. Während das zweite Flugzeug abstürzte und der Pilot getötet wurde, konnte Alan seine Maschine zum Flugplatz zurückfliegen, indem er eine hohe Geschwindigkeit hielt und das Querruder voll ausschlug. Nachdem er diesen Unfall überlebt hatte, suchte er nach Möglichkeiten, das Fliegen sicherer zu machen, was letztendlich dazu führte, dass die Brüder ab Mitte der 1990er Jahre ein Fallschirmrettungssystem in alle ihre Konstruktionen einbauten.

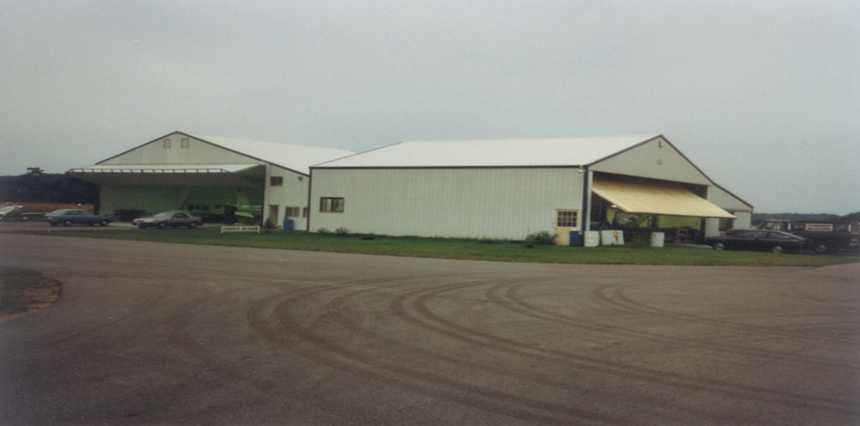
Hangars von Cirrus am Flugplatz Baraboo-Dells

1986 stellten die Klapmeiers ihren ersten bezahlten Angestellten ein. Dabei handelte es sich um Dennis Schlieckau, einen erfahrenen Schweißer und Konstrukteur von Aluminiumteilen. Des Weiteren liehen sie sich von Freunden und der Familie Geld, um einen Hangar auf dem Flugplatz Baraboo-Wisconsin Dells zu bauen und zogen ihr VK-30-Projekt mit der Hilfe von nur noch drei Angestellten in ihr neues Hauptquartier in Baraboo um. Später bauten sie dort einen zweiten Hangar für die Produktion weiterer Prototypen.

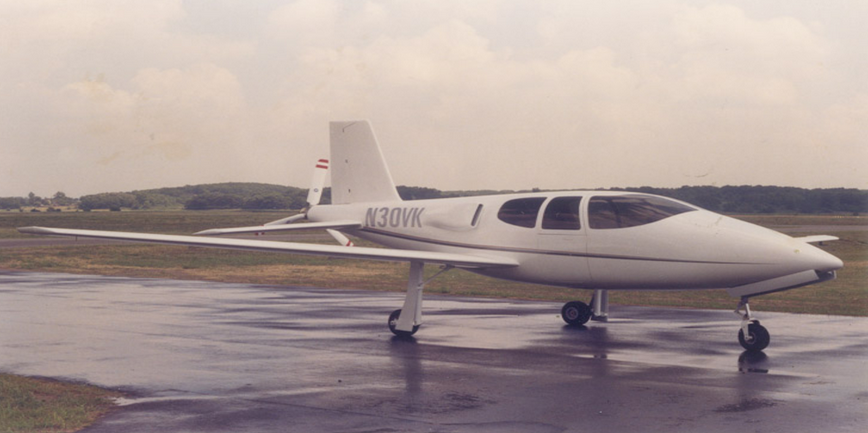
VK-30 auf dem Vorfeld in Baraboo

Die erste Präsentation ihrer VK-30 fand 1987 auf dem EAA AirVenture in Oshkosh statt. 1988 wuchs das Cirrus-Team sukzessive auf über ein Dutzend Angestellte. In diesem Jahr stellten die Klapmeiers ein paar ihrer bedeutendsten Angestellten ein: Patrick Waddick, derzeitiger Geschäftsführer und COO, der ursprünglich als Reinigungskraft eingestellt worden war sowie Paul Johnston, Chefingenieur des Unternehmens und bekannt als einer ihrer begnadetsten Designer. Nach der Durchführung mehrere Belastungstests der Tragflächen war der erste Prototyp der VK-30 flugbereit. Sowohl Alan als auch Dale wollten den Jungfernflug selbst durchführen. Ihre Mutter jedoch verbot es beiden. Den ersten Flug führte der NASA-Testpilot Jim Patton – ein Bekannter von Jeff Viken – am 11. Februar 1988 durch. Die ersten Bausätze wurden noch im gleichen Jahr auf dem EAA AirVenture verkauft. Kurz danach verließen Jeff und Sally Viken die Firma.

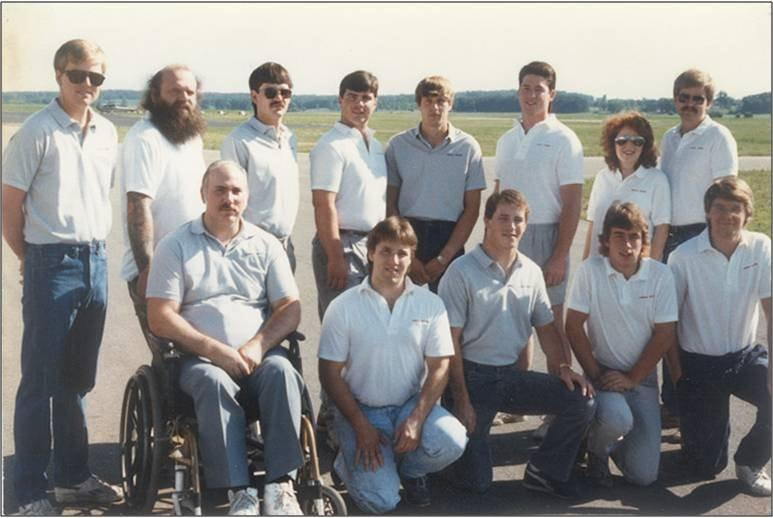
Mitarbeiter von Cirrus circa 1989–1990. (Dale oben links, Alan oben rechts)

Ende der 1980er Jahre traten die Brüder an Sam Williams von Williams International mit der Frage nach der Möglichkeit des Einbaus eines kleinen Turbinentriebwerks in die VK-30 heran. Die Idee wurde zwar nie verwirklicht, inspirierte aber letztendlich die Entwicklung des Vision-Jet-Konzepts Anfang bis Mitte der 2000er Jahre.

#### 1990er Jahre
In den frühen 1990er Jahren sank der Absatz der VK-30-Bausätze und der Bausatz scheiterte am Markt. Als der Verkauf schließlich Mitte des Jahrzehnts eingestellt wurde, waren lediglich vierzig Exemplare ausgeliefert worden, von denen nur dreizehn vollständig zusammengebaut und flugfähig waren. Ende 1991 überdachten die Brüder ihre Ziele und begannen, über ihren Lebenstraum, die Konstruktion musterzugelassener Flugzeuge nachzudenken. Alan begann mit den ersten Entwürfen der ST-50 – einer viersitzigen Maschine mit Turboprop-Antrieb. Dale hingegen wollte ein einfacheres Modell und begann mit der Entwicklung eines Konzepts, das später zur SR20 werden sollte.

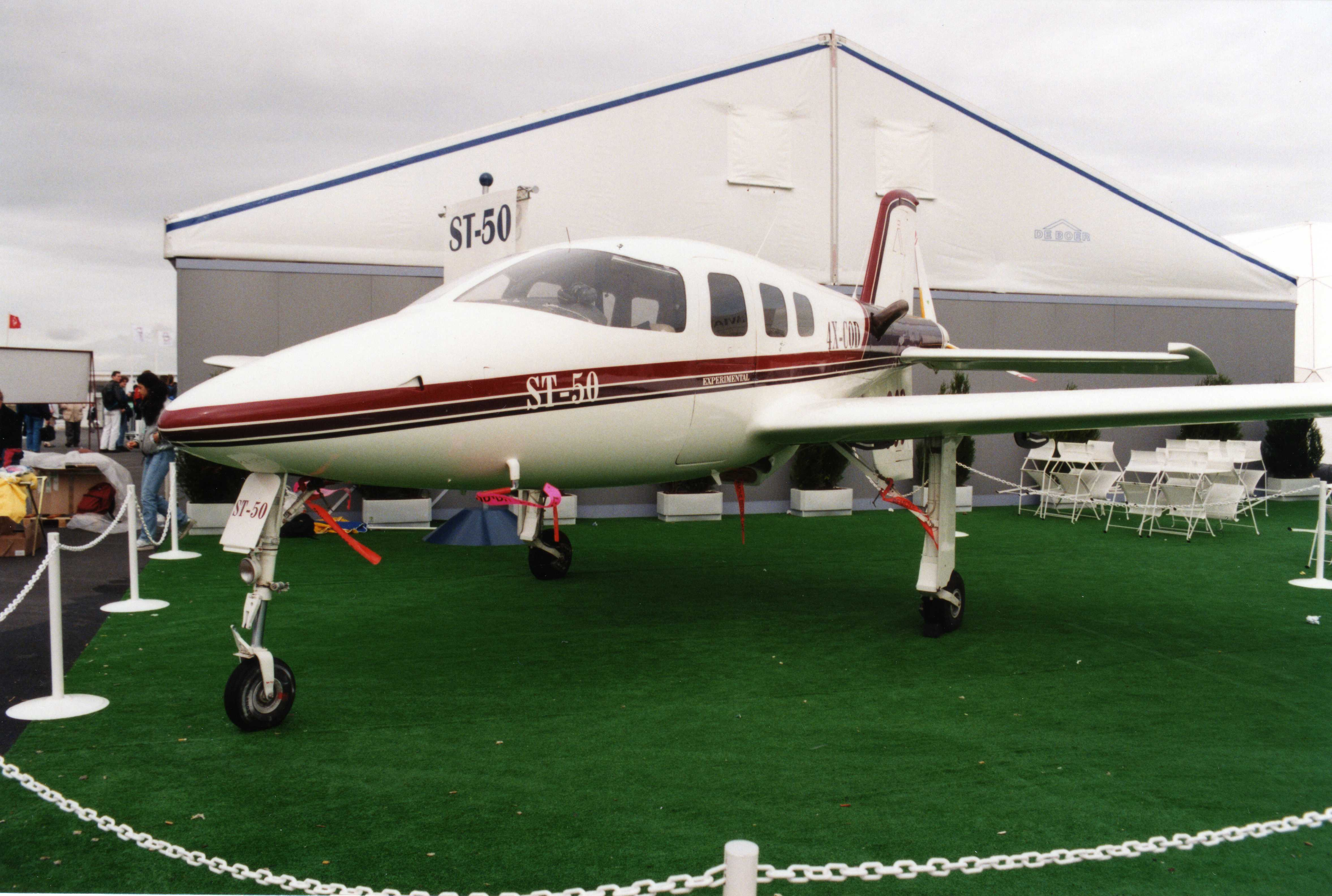
Cirrus-Israviation ST50 auf der Paris Air Show 1997

Mitte der 1990er begann Cirrus die ST-50 für den israelischen Flugzeughersteller IsrAviation zu konstruieren. Die Maschine war eine Weiterentwicklung der VK-30 mit einem Pratt & Whitney Canada PT6-135 Triebwerk anstelle des Kolbentriebwerks der VK-30. Der Erstflug des Prototyps absolvierte Norman E. Howell am 7. Dezember 1994. Am Beginn dieses Jahres verlegten Alan und Dale das Unternehmen von Baraboo in eine rund 2800 Quadratmeter große Forschungs- und Entwicklungseinrichtung in Duluth, Minnesota. Zu dieser Zeit hatte das Unternehmen bereits 35 Mitarbeiter und nach dem Umzug wurden 15 weitere eingestellt. Sie begannen mit der Entwicklung der Cirrus SR20, einer einmotorigen, kolbenmotorgetriebenen Maschine aus Verbundwerkstoffen für vier Personen. Zu dieser Zeit wurde auch die Marketingkampagne „Hangar X“ gestartet. Die Kampagne zeigte eine geheime, spärlich beleuchtete Halle deren Tor nur einen Spalt geöffnet war. Im Inneren sollte sich das geheime, musterzuzulassende Flugzeug befinden. Seine Enthüllung jedoch verzögerte sich noch einige Monate.
Zu dieser Zeit waren die Aufgaben zwischen den Brüdern so verteilt, dass Alan im Land herumreiste, um Investoren und Kapital zu finden, das für die Musterzulassung der SR20 benötigt wurde. Dale hingegen blieb in der Fabrik, um das operative Geschäft (Konstruktion, Tests und Produktion) zu führen. Der erste Prototyp der SR20 absolvierte seinen Jungfernflug im März 1995. Im folgenden Jahr legte das Unternehmen den Grundstein für einen Produktionsstandort mit einer Größe von rund 6200 Quadratmetern in Grand Forks, North Dakota. 1997 begann Cirrus mit dem Bau des ersten Produktionsprototypen und erweiterte den Standort in Duluth um rund 7500 Quadratmeter.

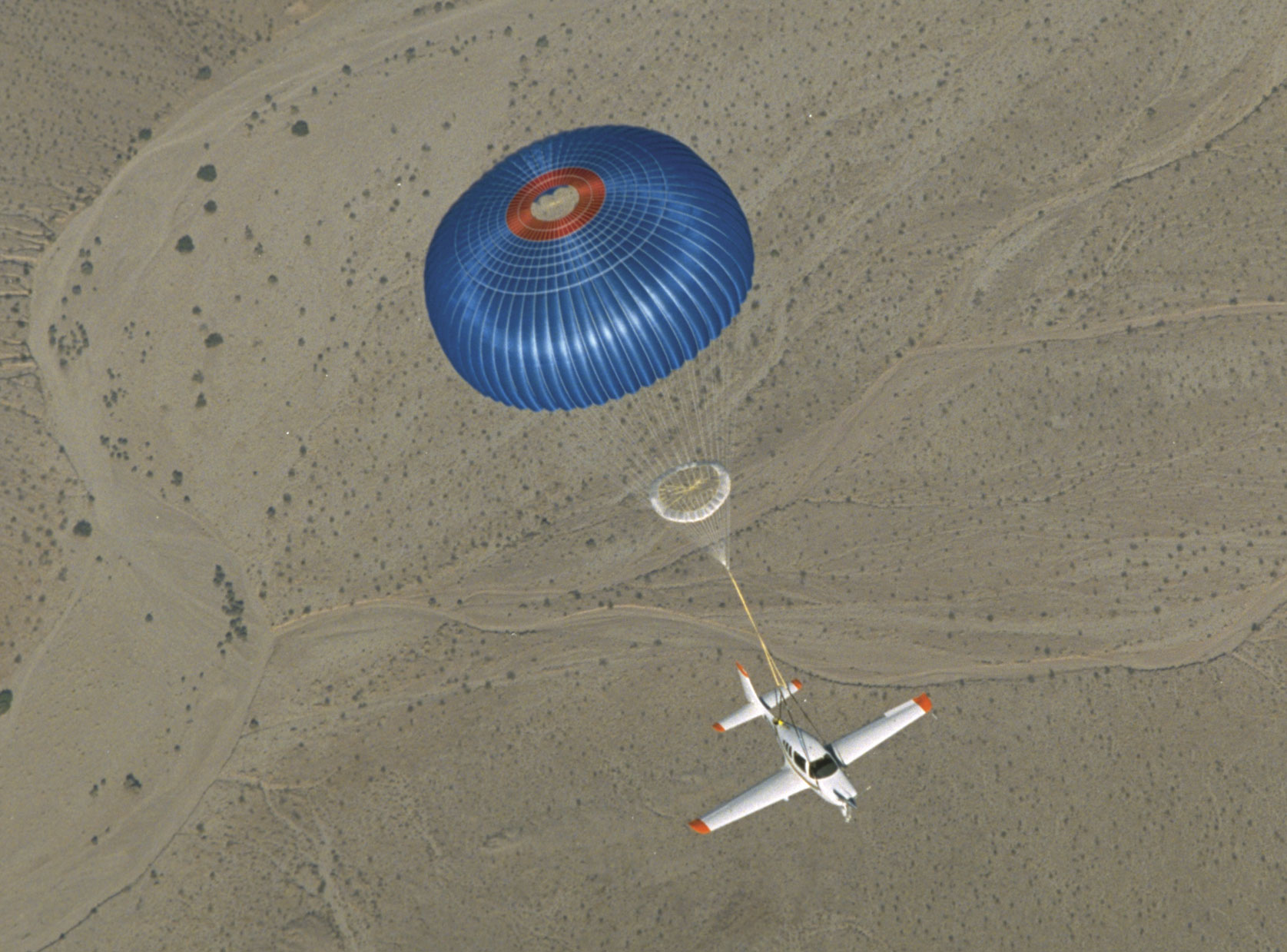
Cirrus SR20 beim Testeinsatz von CAPS 1998

Durch die Vision der Klapmeiers wurde die SR20 zur ersten von vielen Innovationen in der Allgemeinen Luftfahrt. Dazu gehören Glascockpits, Sidesticksteuerung, Verbundwerkstoffe, und das Cirrus Airframe Parachute System (CAPS). Das Entwicklungsteam von Cirrus verbrachte im Sommer 1997 mehrere Wochen in der Wüste von Südkalifornien mit den Tests der Fallschirme. Dazu warfen sie sandgefüllte Fässer aus einer Fairchild C-123 und betätigten den Schalter, der die Fallschirme auslöste, wenn die Fässer eine Geschwindigkeit von knapp 200 Meilen pro Stunde erreichten. Bevor die Fallschirme einwandfrei funktionierten, versagten sie bei vielen Tests. Im Sommer 1998 war Cirrus bereit, das System mit einer SR20 zu testen. Cheftestpilot Scott D. Anderson, ein Stanfordabsolvent und Universalwissenschaftler, der in Duluth bekannt und geschätzt war, führte erfolgreich den ersten Einsatz des CAPS durch. Des Weiteren flog er auch alle sieben weiteren Einsätze mit Auslösung des CAPS, die für die Entwicklung und Zulassung der SR20 notwendig waren. Das Flugzeug wurde schließlich im Oktober 1998 von der Federal Aviation Administration abgenommen und als Muster zugelassen.

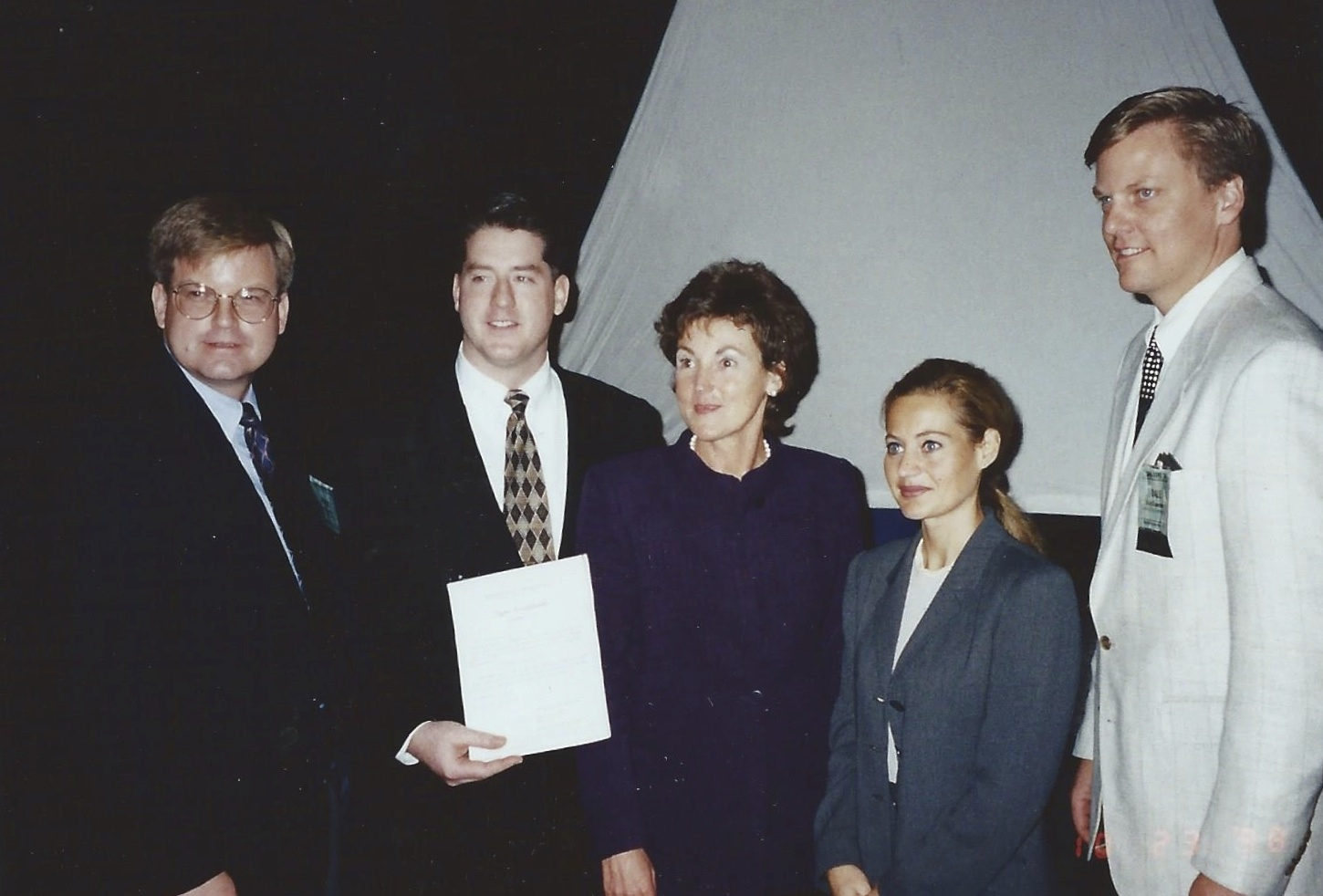
Erteilung der Musterzulassung der SR20 1998. (Von links nach rechts: Alan Klapmeier, Cirrus President Patrick Waddick, Dale Klapmeier)

Am 23. März 1999 wurde Cirrus von einer Tragödie getroffen als Scott Anderson bei einem Absturz in der Nähe des Duluth International Airport getötet wurde, während er die erste Serien-SR20 Belastungsmanövern unterzog, bevor sie verkauft werden sollte. Bei dem Flugzeug, das Anderson flog, blockierte das Querruder. Die Maschine war allerdings noch nicht mit dem Fallschirmsystem ausgerüstet, das später in jeder Maschine serienmäßig verbaut werden sollte. In seiner Rede zum Anlass seiner Aufnahme in die Minnesota Aviation Hall of Fame am 24. April 2010 sagte Dale: „Scott war vorbildlich als Pilot und als Mensch. Bis heute rettete das CAPS bei 17 Auslösungen 35 Menschenleben, was Scotts Pionierarbeit zu verdanken ist.“ Obwohl die Klapmeiers in dieser Tragödie einen engen Freund und ihren talentiertesten Testpiloten verloren, konnten sie das Problem an der Maschine lösen und lieferten die erste SR20 im Juli 1999 aus. Allein im ersten Jahr gingen 400 Bestellungen für die Maschine ein.

#### 2000er Jahre
Am Anfang der 2000er Jahre stieg der Absatz der SR20 kontinuierlich an. Dies führte zur Entwicklung der Cirrus SR22, einer schnelleren und kraftvolleren Version der SR20. Die Produktion des neuen Musters begann 2001. Im August dieses Jahres verkaufte Cirrus 58 % der Unternehmens für 100 Millionen Dollar an Crescent Capital, dem US-amerikanischen Teil der First Islamic Bank of Bahrain (heute Arcapita), wodurch die Brüder zu Minderheitseignern ihrer eigenen Firma wurden.

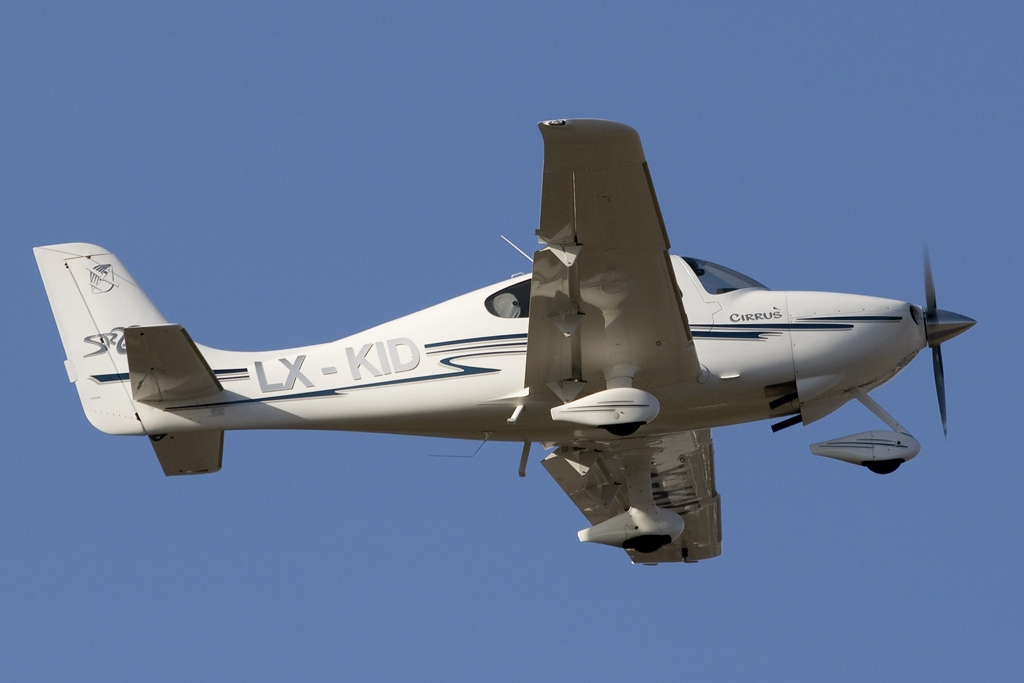
Kolbenmotorgetriebene Cirrus SR22, Baujahr 2003

Mitte des Jahres 2003 wurde die SR22 zum meistverkauften Flugzeug der Allgemeinen Luftfahrt, überholte damit Cessna und erfüllte den Brüdern ihren Lebenstraum. Cirrus hatte zu diesem Zeitpunkt über 600 Mitarbeiter. Diese Zahl stieg während der nächsten zwei Jahre auf über 1000. Das Unternehmen wuchs schnell und 2004 erhielten die Klapmeier Brüder den angesehenen Ernst & Young Entrepreneurs of the Year Award.
2006 erreichte Cirrus den Höhepunkt und feierte die Produktion der dreitausendsten Maschine der SR-Serie nach nur sieben Jahren. Im gleichen Jahr wurden 35 Special Editions der SR22 herausgebracht. Sie wurden „Signature Editions“ genannt und mit zusätzlicher Ausstattung inklusive der Unterschriften von Alan und Dale auf der Cowling ausgeliefert. Im Juni 2007 stellten die Klapmeiers zusammen mit Mike Van Staagen ihr neustes Projekt „The-Jet by Cirrus“ vor. Dabei handelte es sich um einen einmotorigen, siebensitzigen Tiefdeckerjet, der ebenfalls mit dem CAPS-Rettungssystem ausgestattet werden sollte. Der Jet absolvierte seinen Jungfernflug am 3. Juli 2008.
Im September 2008 traf der weltweite Verkaufseinbruch von kolbenmotorgetriebenen Flugzeugen das Unternehmen und Cirrus musste mit etwas über einhundert Mitarbeitern acht Prozent seiner Belegschaft entlassen. Dazu gehörten 79 Mitarbeiter am Hauptsitz in Duluth, Minnesota und 29 Mitarbeiter der Verbundwerkstoffproduktion in Grand Forks, North Dakota. Nach den Entlassungen beschäftigte das Unternehmen noch 1230 Mitarbeiter. Im Oktober 2008 beschloss Alan als damaliger CEO aufgrund rückläufiger Auftragslage eine Drei-Tage-Woche. Die Umsätze waren gegenüber dem Vorjahr um zehn Prozent und verglichen mit dem Durchschnitt der Allgemeinen Luftfahrt um sechzehn Prozent zurückgegangen.
Als Reaktion auf die Marktsituation strich Cirrus 208 Stellen im Herbst 2008 und reduzierte die Produktion von vierzehn auf zwölf Flugzeuge pro Woche. Im November desselben Jahres kündigte das Unternehmen an, etwa 500 Produktionsmitarbeiter für einen Monat freizustellen, um den hohen Lagerbestand abzubauen.
Am 18. Dezember 2008 wurde bekannt, dass der COO Brent Wouters Alan als CEO zum 1. Februar 2009 ablösen würde. Alan würde als Vorsitzender mit Dale als seinem Vertreter im Unternehmen bleiben.

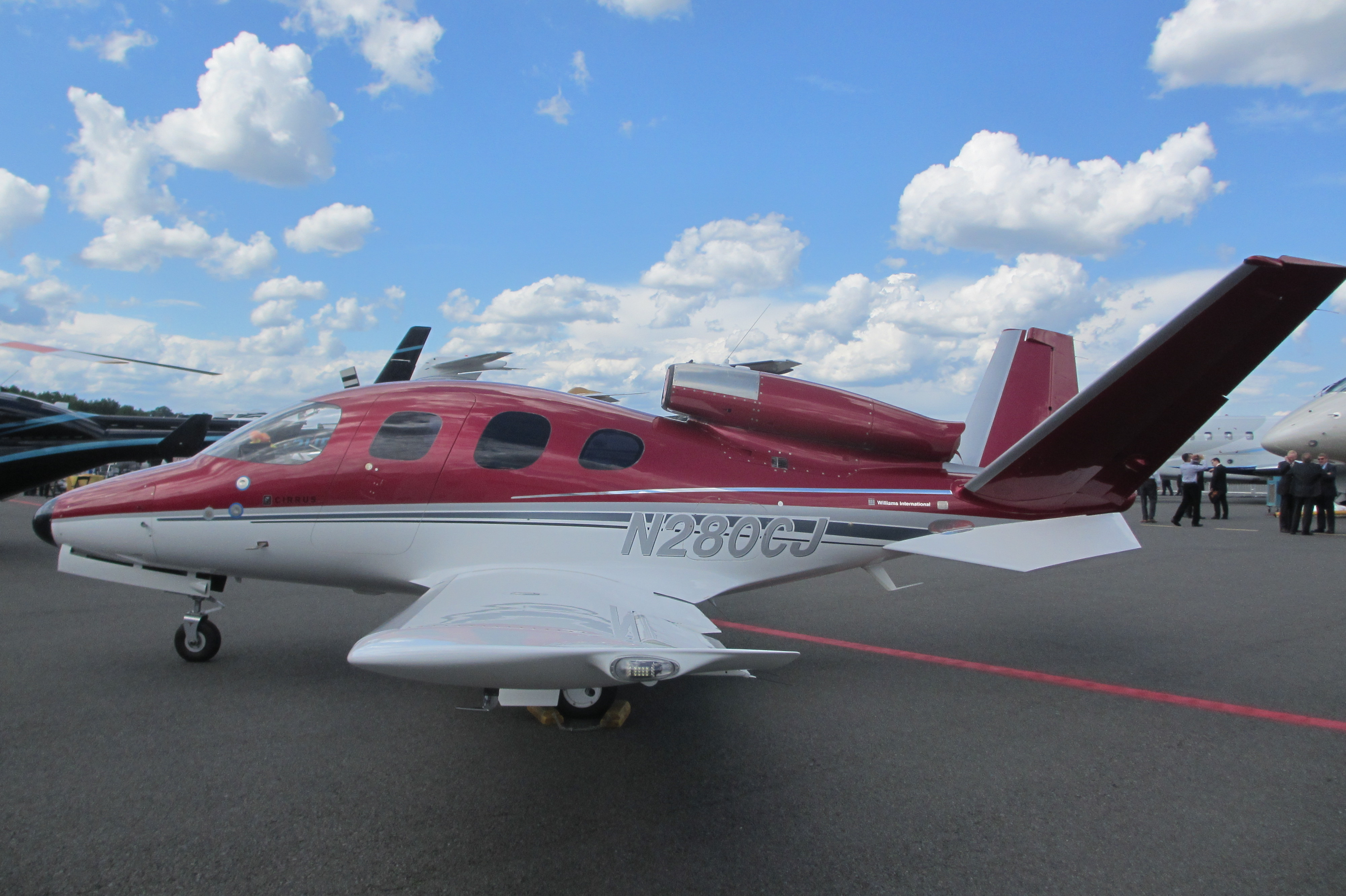
Cirrus SF50

Am 26. Juni 2009 kündigte Alan an, dass er ein Team zusammengestellt habe, mit dem er die Vision des Haupteigners Arcapita von dem einmotorigen Jet SF50 in einem neuen Unternehmen umsetzen würde. Über einen Monat später entpuppte sich dieses Vorhaben als Fehlschlag und Wouters kündigte an, dass Alans Vertrag als Vorsitzender nicht mehr verlängert werden und Ende August enden würde. Alan verließ Cirrus kurze Zeit später. Dale blieb im Unternehmen.

#### 2010er Jahre

##### Alan und Kestrel
Auf der EAA Airshow 2010 stellte Alan sein neues Unternehmen, die Kestrel Aircraft Company vor, deren CEO er sein würde. Kestrel sollte die Kestrel K-350 – ein einmotoriges, sechssitziges Flugzeug aus Verbundwerkstoff bauen. Einige seiner ehemaligen Kollegen von Cirrus, unter anderem Steve Serfling, ehemals Chef der Produktentwicklung bei Cirrus, folgten ihm ins neue Unternehmen. Ursprünglich sollte das Unternehmen seinen Sitz in Brunswick, Maine haben, aber aufgrund von Streitigkeiten mit der Finanzbehörde des Staates entschied Alan 2012 seine Aktivitäten nach Superior in Wisconsin zu verlegen, wo das Unternehmen bessere steuerliche Bedingungen vorfand. Der Gesamtwert von Darlehen, Zuschüssen und steuerlichen Vorteilen belief sich auf 118 Millionen Dollar, von denen der Staat 112 Millionen Dollar in Erwartung von etwa 600 neuen Arbeitsplätzen aufbrachte – die meisten neu geschaffenen Arbeitsplätze in Superior seit dem Zweiten Weltkrieg. 2013 beschäftigte Kestrel etwa 60 Mitarbeiter in Superior und etwa 40 Mitarbeiter in Brunswick, wo Verbundwerkstoffteile für das Flugzeug hergestellt wurden.
Im Mai 2014 wurde bekannt, dass Kestrel aufgrund finanzieller Schwierigkeiten mit der Rückzahlung von Krediten an die Wisconsin Economic Development Corporation für mehrere Monate im Verzug stand. Alan sagte dazu: „We’re obviously still very excited about the program. We’ve made a lot of progress on the design, what we expect to build, what we expect to do with the FAA, but there are other frustrations. Certainly financing the project has been slower than we had hoped and expected. – Wir sind immer noch sehr begeistert von dem Projekt. Wir haben große Fortschritte bei der Konstruktion gemacht, die wir in Zusammenarbeit mit der FAA bauen wollen, aber es gab auch Rückschläge. Sicherlich geschieht die Finanzierung des Projekts langsamer als wir hofften und erwarteten.“ Es wurde ebenfalls bekannt, dass die Finanzierungsprobleme sich auf die Einstellung von Mitarbeitern auswirkte, so dass das Unternehmen seine Belegschaft in Superior reduzieren musste. Die Wisconsin Economic Development Corporation und Kestrel einigten sich daraufhin auf neue Bedingungen, welche die Zahlungen bis zum November 2014 verschoben.
Am 15. April 2015 fusionierte Kestrel mit Eclipse Aerospace aus Albuquerque, New Mexico zu One Aviation mit Alan als CEO. Seit seiner Gründung musste sich das Unternehmen vielen juristischen und finanziellen Herausforderungen stellen. Im September 2015 verkündete Alan, dass Kestrels mangelnder wirtschaftlicher Erfolg darauf beruhe, dass der Staat Wisconsin die Finanzierung nicht rechtzeitig gesichert habe. 2017 sagte er AINonline, dass die Entwicklung der K-350 auf Eis gelegt wurde und One Aviation sich auf die Zulassung der Eclipse 700 – einer Weiterentwicklung der Eclipse 550 – konzentrieren wolle. Im Oktober 2018 meldete das Unternehmen Insolvenz an.

##### Dale und Cirrus
Im September 2009 wurde Dale Interimsvorsitzender von Cirrus. Am 19. September 2011 ernannt ihn Cirrus zum neuen CEO und gab bekannt, dass Brent Wouters nicht länger Teil der Firma sei. Im April 2012, nach ein paar Jahren mit finanziellen Problemen, gab das Unternehmen bekannt, dass die Zulassung und der Produktionsstart der Vision SF50 durch eine größere Investitionen der neuen Eigentümer China Aviation Industry General Aircraft Company (CAIGA) finanziell gesichert seien. Die Übernahme durch CAIGA war ursprünglich sehr skeptisch aufgenommen worden als sie Anfang 2011 angekündigt worden war. Dale nannte die Investitionen in den Jet einen gewaltigen Meilenstein für das Unternehmen und erklärte, dass die neuen Eigentümer aktiv mit Cirrus kooperierten und entscheidende Ressourcen bereit stellten, um die gemeinsamen Ziele zu erreichen und zu übertreffen.
In den Jahren 2013 und 2014 bestritt Cirrus seine erfolgreichsten Jahre in Bezug auf Verkäufe und Auslieferungen seit der Rezession im Jahr 2008. Laut dem Unternehmen war die SR22 das meistverkaufte Modell unter den Flugzeugen der Allgemeinen Luftfahrt für zwölf Jahre in Folge. 2014 stellt das Unternehmen Prototypen von drei neuen Versionen der SF50 vor und beschäftigte über 800 Mitarbeiter, von denen über 300 in den vorangegangenen drei Jahren eingestellt worden waren. Im Mai 2015 kündigten Dale und der Chef der Kundenbetreuung Todd Simmons an, dass Cirrus einen Standort in Knoxville, Tennessee – das sogenannte „Vision Center“ – einrichten werde, an den alle Kundenaktivitäten des Unternehmens stattfinden würden.
Am 28. Oktober 2016 erhielt die SF50 die Musterzulassung. Damit war die SF50 der erste zivile, einmotorige Jet mit Zulassung durch die FAA. Die Auslieferung begann im Dezember 2016. Im Juni nahm Dale die Collier Trophy im Namen von Cirrus und dem Vision-Jet-Team entgegen. Dieser Preis wird für die größte Errungenschaft in der Luft- oder Raumfahrt in den Vereinigten Staaten im vergangenen Jahr verliehen.
Am 19. Dezember 2018 wurde bekannt, dass Dale irgendwann im ersten Halbjahr 2019 als CEO zurücktreten und eine Rolle als Seniorberater des Unternehmens übernehmen würde. Bis dahin würde Cirrus nach einem neuen CEO suchen. Am 4. Juni 2019 gab Cirrus bekannt, dass der ehemalige Tesla-CEO Zean Nielsen als Nachfolger für Dale ausgewählt worden sei.

## Charakterliche Unterschiede
Beruflich ist Alan eher bekannt als der kommunikative, risikofreudige „Träumer“ während Dale eher der schweigsame „Praktiker“ ist. Nach vorherrschender Meinung ist das mit ein Grund für den Erfolg der Brüder – Alan entwickelt die kreativen Ideen und Dale setzt sie um.

“The difference between the two of us is that Alan is a dreamer, and he’s extremely aggressive in what he wants. I’m far more conservative than he is, and I’ve always loved the hands-on stuff.”

„Der Unterschied zwischen uns beiden ist, dass Alan ein Träumer ist, und er ziemlich aggressiv werden, wenn er irgendetwas erreichen möchte. Ich bin bei Weitem konservativer als er und liebte schon immer das Handwerkliche.“

“Dale is more practical [than me]—unbelievably practical, in fact. Dale figures out how to make [the design] work.”

„Dale ist weit praktischer [als ich] – unglaublich praktisch. Dale findet immer einen Weg [eine Konstruktion] zu verwirklichen.“

Fast während ihrer gesamten frühen Karriere war Alan Geschäftsführer bei Cirrus und Dale sein Stellvertreter. In einem Artikel in der Zeitschrift IndustryWeek über die Klapmeiers aus dem Jahr 1999 scherzte Alan, dass er der Geschäftsführer nur deswegen sei, „weil ich der ältere Bruder bin“ und in einem Artikel der Zeitschrift Aircraft Spruce im Jahr 2012 über die Aktivitäten der Klapmeiers in Bezug auf Flugzeugbausätze während der 1980er, bezeichnete Dale Alan als „Inspiration und die treibende Kraft“ hinter ihren Anstrengungen.

## Mitgliedschaften in Vereinigungen und anderen Gremien
Die Klapmeier Brüder arbeiteten bereits in viele Luftfahrtgremien und -programmen. Alan war Mitglied der General Aviation Manufacturers Association (GAMA), der Air Safety Foundation der AOPA und der Small Aircraft Manufacturers Association. Zurzeit ist er Mitglied eines Gremiums der Experimental Aircraft Association (EAA) und des Führungsgremiums der MVP Aero Inc. Dale war Mitglied des Red Tail Project, des Young Eagles Program der EAA und des NASA Aeronautics Research & Technology Roundtable sowie Gründungsmitglied der Scott D. Anderson Leadership Foundation. Aktuell ist er Mitglied des Luftraumgremiums von Minnesota und des Beratungsgremiums der Aircraft Kit Industry Association (AKIA).
2003 spendeten Alan und Dale dem Museum of Flight in Seattle eine voll funktionstüchtige SR20 als Lehrmittel für Schüler. Zehn Jahre später spendete Dale eine SR22 an das Science, technology, engineering, and mathematics (STEM) Ausbildungszentrum der AirSpace Minnesota in Minneapolis.
Während eines Großteils der 2000er Jahre war Alan Teilhaber von Bluewater Yachts, der Bootsbaufirma in Minnesota, die sein Onkel in den 1950er Jahren gründete.
Dale nimmt außerdem regelmäßig an der Wohltätigkeitsveranstaltung „Black Woods Blizzard Tour“ – einer jährlichen Snowmobilfahrt im nördlichen Minnesota – teil, die Spenden zur Bekämpfung von ALS sammelt. Des Weiteren ist er an der Wohltätigkeitsorganisation Angel Flight West beteiligt.

## Privatleben
Zusätzlich zu seiner SR22 besitzt Alan eine Piper Meridian und eine DHC-1 Chipmunk aus dem Jahr 1950. Dale fährt eine Harley-Davidson und eine Corvette Baujahr 2003. Beide Brüder sind begeisterte Schneemobilfahrer. Für geschäftliche und private Reisen, fliegt Alan eine Eclipse 500 SE und Dale eine Cirrus SR22.
Es gibt Berichte, dass es zwischen den Brüdern zu einem Zerwürfnis kam als Alan Cirrus 2009 verließ. Alan sagte dem Milwaukee Journal Sentinel 2012, dass er schon seit mehreren Jahren nicht mehr mit Dale gesprochen habe, über die Gründe dafür aber nicht sprechen würde. Im März 2014 verklagte Alan Cirrus wegen der Verletzung einer Nicht-Verunglimpfungs-Vereinbarung , da der ehemalige CEO von Cirrus Brent Wouters in einem Interview aus dem Jahr 2011 Alans Fähigkeiten, ein großes Unternehmen durch wirtschaftlich schwierige Zeiten zu führen, kritisiert hatte. Ein Gericht in Minnesota sprach Alan für entstandene Kosten und verlorenen Gewinn zehn Millionen Dollar zu. Cirrus legte daraufhin Berufung ein und ein staatliches Gericht kippte die Entscheidung der Vorinstanz mit der Begründung, die Berechnungen der Verluste seien zu spekulativ und die zur Diskussion stehenden Beträge könnten nicht glaubwürdig belegt werden. Der Supreme Court von Minnesota lehnte Alans Berufung ab und beendete damit den Rechtsstreit im Dezember 2015.
Alan war von 2002 bis 2016 mit Sara Dougherty verheiratet. Mit seiner ersten Frau Patti Graves, mit der er von 1987 bis 1999 verheiratet war, hat er die Töchter Kathryn (* 1989) und Sarah (* 1993).
Dale ist seit 1984 mit Patricia Meyer verheiratet. Das Paar hat die Söhne Ryan (* 1988) und Blake (* 1992).
In einem Interview aus dem Jahre 2008 sagte Dale, einer seiner Anreize, die SR20 zu konstruieren lag darin, ein Flugzeug zu bauen, in dem Patricia lieber fliegen würde als mit dem Auto zu fahren. Dies trug unter anderem zur Änderung der Ausrichtung von Cirrus in den 1990ern bei.

## Ansehen und Anerkennung
Im Allgemeinen wird den Klapmeier Brüdern zugeschrieben, dass sie die Privatflugzeugindustrie revolutioniert haben.
James Fallows, Journalist, Autor und ehemaliger Redenschreiber für US-Präsident Jimmy Carter schrieb mehrere Artikel über die Brüder in Zeitschriften wie The Atlantic und The New York Times Magazine. In einem Artikel schrieb er 2010, die Brüder hätten eine stagnierende, rückläufige Industrie vollkommen umgekrempelt. Sie waren ebenfalls Thema von Fallons Buch Free Flight: Inventing the Future of Travel aus dem Jahr 2001.
Die Luftfahrtgemeinde vergleicht die Brüder oft mit den Brüdern Wright und gab ihnen den Spitznamen „Brüder Wright der Gegenwart“. Des Weiteren wurde die Geschichte von Cirrus auch mit der Geschichte von Apple verglichen, wobei Alan und Dale als das Luftfahrtäquivalent von Steve Jobs und Steve Wozniak bezeichnet wurden.
Zum ersten Mal erlangten die Klapmeiers nationale Bekanntheit 1998 als der Radiomoderator Paul Harvey sich in seiner landesweiten Sendung positiv über Cirrus und die SR20 äußerte. 2004 erwähnte der ehemalige US-Vizepräsident Dick Cheney indirekt die Brüder und nannte Cirrus eine Erfolgsgeschichte. Des Weiteren wurden die Klapmeiers mehrfach vom ehemaligen Gouverneur von Minnesota Tim Pawlenty für ihre Aktivitäten gelobt. Nach einem Besuch von Cirrus in Duluth 2003 dankte Pawlenty Alan und Dale für ihre Weitsicht bei der Entwicklung und Markteinführung eines neuen Flugzeugs und für die Risiken, die sie bei der Verwirklichung auf sich nahmen. Der verstorbene Jim Oberstar, ehemaliges Mitglied des US-Repräsentantenhauses für Minnesota, war ebenfalls ein großer Unterstützer der Klapmeiers und war neben Bill King von Cirrus und dem ehemaligen Bürgermeister von Duluth Gary Doty einer der Hauptfürsprecher für den Umzug von Cirrus nach Duluth.
2007 wurde den Brüdern der Living Legends of Aviation Award bei einer Zeremonie in Beverly Hills verliehen. Unter den Anwesenden bei der Verleihung waren Luftfahrtpioniere und andere Prominente wie Bob Hoover, Buzz Aldrin, Steve Fossett, Michael Dorn, Patty Wagstaff, Cliff Robertson, Chuck Yeager und viele andere.
Der britische Geschäftsmann Alan Sugar sagte über die Klapmeier Brüder, dass er sie für den Aufbau von Cirrus praktisch aus dem Nichts und für ihre Verwendung von Technologien wie Fallschirme, Glasscockpits und Flugzeugrümpfen aus GFK bewundere.
Neben Lance Neibauer von Lancair, der fast 600 Exemplare der Columbia-Serie ausgeliefert hat, sind die Klapmeiers die einzigen Hersteller von Flugzeugbausätzen, die erfolgreich den Übergang zur Produktion von musterzugelassenen Flugzeugen bewerkstelligten. In beiden Fällen war die Experimental Aircraft Association ein wichtiges Übungsfeld, das ihren Ehrgeiz anregte.

## Ehrungen und Preise
- Dr. August Memorial Award der Experimental Aircraft Association 1992[96]
- Entrepreneur des Jahres 2004[49]
- Admiral de Florez Award der Air Safety Foundation 2005 (Alan Klapmeier)[97]
- PADA Trophy der Comparative Aircraft Flight Efficiency Foundation 2006 (Alan Klapmeier)[98]
- Living Legends of Aviation Award als Luftfahrtunternehmer des Jahres 2006[99]
- Dr. Godfrey L. Cabot Award 2007[100]
- Freedom of Flight Award der Experimental Aircraft Association 2007[101]
- Joel Labovitz Entrepreneurial Achievement Award 2008[102]
- Schlüssel der Stadt Oshkosh 2008[103]
- Deke Slayton Airfest’s Distinguished Wisconsin Aviators Award 2009
- Wiley Post Spirit Award 2011 (Dale Klapmeier)[104]
- Industry Leader of the Year der Fliegermagazins 2012 (Dale Klapmeier)[105]
- Platz 17 auf der Liste von 51 Helden der Luftfahrt des Flying Magazine 2013[6]
- Mitglieder der National Aviation Hall of Fame[8][9]
- Mitglied der Minnesota Business Hall of Fame (Dale Klapmeier)[75]
- Phoenix Award der Atlanta Aero Clubs 2015 (Alan Klapmeier)
- Inspiration Endeavor Award der Angel Flight West 2018 (Dale Klapmeier)